# گاملسهاوزن
گاملسهاوزن (به آلمانی: Gammelshausen) یک شهر در آلمان است که در Göppingen واقع شده‌است. گاملسهاوزن ۱٬۴۱۵ نفر جمعیت دارد.

## خواهرخوانده
شهر Breil/Brigels خواهرخواندهٔ گاملسهاوزن هست.